# Vettisfossen
Vettisfossen (nota anche come Mørkfos) è una cascata della Norvegia situata nella contea di Vestland.
La cascata è costituita da un unico salto di 275 m ed è la cascata non regolamentata più alta della Norvegia e del Nord Europa.

## Descrizione
La cascata si trova nei pressi del villaggio di Øvre Årdal, nel comune di Årdal, e fa parte dell'area di protezione paesaggistica dell'Utdalen, nei pressi del parco nazionale Jotunheimen. Il salto d'acqua è generato dalla caduta del fiume Morkaelvi; questo prende il nome di Fosselvi a valle della cascata e scorre fino a gettarsi nel fiume Utla, che scorre nella valle Utladalen.
La cascata prende il nome da Vetti, un insediamento rurale risalente al 1120 situato a circa 1 km a valle della base della cascata Vettisfossen. Poco più a monte della cascata si trova invece l'alpeggio Vettismorki.
La cascata è raggiungibile a piedi al termine di un'escursione di circa 1 ora con partenza da Øvre Årdal, risalendo la valle Utladalen. Dopo Vetti il percorso si fa più accidentato per poi seguire da vicino il corso del fiume Utla fino al pianoro dove scorre il Fosselvi, alla base della cascata.
Vettisfossen è una località protetta dal 1924.